# Kaple svatého Jana Nepomuckého (Stráž pod Ralskem)
Kaple svatého Jana Nepomuckého je barokní kaple z roku 1722 ve městě Stráž pod Ralskem na Českolipsku. V roce 2001 ji převzala pravoslavná církev a přejmenovala na Chrám sv. velkomučedníka Pantelejmona.

## Historie
V roce 1714 koupil zdejší panství hrabě Ludvík Hartig. Zámek Wartenberg, dnes nazývaný Vartenberk, využíval jen jako svůj velkostatek, bydlel na zámku v Mimoni. Přesto v roce 1722 nedaleko strážského zámku na návrší nad městem (Zámecký vrch) nechal postavit barokní kapli, nazývanou Zámecká. Se zámkem ji spojuje cesta vroubená alejí se vzrostlými stromy. Kaple byla zasvěcena svatému Janu Nepomuckému.
V druhé polovině 20. století město i jeho památky vč. kaple trpěly těžbou uranu, přítomností okupačních vojsk sovětské armády a nezájmem vedení města o církevní památky. Také kaple značně zchátrala. Zámek roku 1987 vyhořel.
Kaple náležela pod Římskokatolickou farnost ve Stráži pod Ralskem. V katalogu litoměřického biskupství je uvedena jako Stráž p.R., kaple sv. Jan Nep., zámecká. V internetovém katalogu biskupství litoměřického je uvedena jako sv. Jana Nepomuckého. V celostátním seznamu kulturních památek uvedena není.
Po roce 2000 byla kaple i její okolí opravena.

## Kaple svatého Pantaleona
V roce 2001 kapli město předalo kapli k užívání Pravoslavné církevní obci v České Lípě, která zde zřídila filiální obec, a začala kapli používat pro své bohoslužby. Protože Jana Nepomuckého pravoslavní za světce neuznávají, změnili původní zasvěcení kaple na zasvěcení svatému Panteljmonu. Pravoslavné bohoslužby v kapli bývají zpravidla jednou za čtrnáct dní v neděli ráno.